# Championnat d'Irak de football 1997-1998
Navigation
Saison précédente Saison suivante
La saison 1997-1998 du Championnat d'Irak de football est la vingt-quatrième édition de la première division en Irak, l' Iraqi Premier League. La compétition se déroule sous la forme d'une poule unique où les seize meilleurs clubs du pays s'affrontent deux fois au cours de la saison, à domicile et à l'extérieur. En fin de saison, les trois derniers du classement sont relégués et remplacés par les trois meilleurs clubs de deuxième division.
C'est le club d'Al Shorta Bagdad qui remporte le championnat cette saison après avoir terminé en tête du classement final, avec deux points d'avance sur le tenant du titre, Al Qowa Al Jawia Bagdad et trois sur Al-Zawra'a SC. C'est le deuxième titre de champion d'Irak de l'histoire du club (après celui remporté en 1980).

## Les clubs participants
| - Al Sina'a Bagdad - Al Shorta Bagdad - Najaf FC - Al Nafat Bagdad - Samarra FC - Salahaddin FC - Mossoul FC - Koot FC | - Al Qowa Al Jawia Bagdad - Al-Zawra'a SC - Talaba SC - Maysan SC - Promu de D2 - Diyala FC - Promu de D2 - Al Mina'a Bassora - Al Jaish Bagdad - Promu de D2 - Al Salikh |

## Compétition
Le barème de points servant à établir les classements se décompose ainsi :
- Victoire : 3 points
- Match nul : 1 point
- Défaite : 0 point

### Classement
| Rang | Équipe                   | Pts | J  | G  | N  | P  | Bp | Bc | Diff |
| ---- | ------------------------ | --- | -- | -- | -- | -- | -- | -- | ---- |
| 1    | Al Shorta Bagdad         | 73  | 30 | 23 | 4  | 3  | 71 | 30 | +41  |
| 2    | Al Qowa Al Jawia BagdadT | 71  | 30 | 22 | 5  | 3  | 67 | 21 | +46  |
| 3    | Al-Zawra'a SCC           | 70  | 30 | 21 | 7  | 2  | 70 | 22 | +48  |
| 4    | Najaf FC                 | 62  | 30 | 18 | 8  | 4  | 58 | 22 | +36  |
| 5    | Talaba SC                | 61  | 30 | 18 | 7  | 5  | 67 | 28 | +39  |
| 6    | Al Jaish BagdadP         | 44  | 30 | 12 | 8  | 10 | 37 | 37 | 0    |
| 7    | Al Mina'a Bassora        | 39  | 30 | 12 | 3  | 15 | 29 | 40 | -11  |
| 8    | Al Nafat Bagdad          | 38  | 30 | 9  | 11 | 10 | 37 | 33 | +4   |
| 9    | Maysan FCP               | 35  | 30 | 9  | 8  | 13 | 26 | 40 | -14  |
| 10   | Al Salikh                | 34  | 30 | 9  | 7  | 14 | 23 | 35 | -12  |
| 11   | Diyala FCP               | 31  | 30 | 7  | 10 | 13 | 38 | 48 | -10  |
| 12   | Salahaddin FC            | 28  | 30 | 7  | 7  | 16 | 26 | 40 | -14  |
| 13   | Samarra FC               | 25  | 30 | 6  | 7  | 17 | 26 | 55 | -29  |
| 14   | Mossoul FC               | 21  | 30 | 4  | 9  | 17 | 27 | 72 | -45  |
| 15   | Koot FC                  | 18  | 30 | 3  | 8  | 19 | 25 | 65 | -40  |
| 16   | Al Sina'a Bagdad         | 10  | 30 | 1  | 7  | 22 | 19 | 58 | -39  |

|  | Qualification pour la Coupe d'Asie des clubs champions 1999-2000     |
|  | Qualification pour la Coupe des Coupes 1999-2000                     |
|  | Relégation directe en deuxième division                              |
|  | T : Tenant du titre C : Vainqueur de la Coupe d'Irak P : Promu de D2 |

## Bilan de la saison
| Championnat d'Irak de football 1997-1998   |                             |
| Champion                                   | Al Shorta Bagdad (2e titre) |
| Coupes et trophées                         |                             |
| Vainqueur de la Coupe d'Irak 1997-1998     | Al-Zawra'a SC               |
| Qualifications continentales               |                             |
| Coupe d'Asie des clubs champions 1999-2000 | Al Shorta Bagdad            |
| Coupe des Coupes 1999-2000                 | Al-Zawra'a SC               |
| Promotions et relégations                  |                             |
| Promus en Iraqi Premier League             | Dohuk SC                    |
| Promus en Iraqi Premier League             | Al-Karkh SC                 |
| Promus en Iraqi Premier League             | Al Kadmiyah                 |
| Relégués en Iraqi Second League            | Mossoul FC                  |
| Relégués en Iraqi Second League            | Koot FC                     |
| Relégués en Iraqi Second League            | Al Sina'a Bagdad            |